# Yazid 3.
Yazid ibn al-Walid ibn 'Abd al-Malik eller Yazid III (født 701, død 744) (arabisk:  يزيد ابن الوليد ابن عبد الملك) var kalif af Umayyade-kalifatet.